# 矮仙丹
矮仙丹，又名英丹花、賣子木，為一種矮小灌木，常見於園藝植栽。過去曾被歸作仙丹花的變種，現獨立成為一個單獨品種。

## 外部連結
台灣大百科全書https://web.archive.org/web/20150709073626/http://taiwanpedia.culture.tw/